# بين كليمر
بين كليمر (بالإنجليزية: Ben Clymer)‏ هو لاعب هوكي الجليد أمريكي، ولد في 11 أبريل 1978 في بلومنغتون في الولايات المتحدة.

## وصلات خارجية
- بين كليمر على موقع دوري الهوكي الوطني (الإنجليزية)
- بين كليمر على موقع دوري الهوكي للقارات (الإنجليزية)
- بين كليمر على موقع EliteProspects.com (الإنجليزية)
- بين كليمر على موقع HockeyDB.com (الإنجليزية)
- بين كليمر على موقع Hockey-Reference.com (الإنجليزية)